# Toxorhina (Toxorhina) westwoodi
Toxorhina (Toxorhina) westwoodi is een tweevleugelige uit de familie steltmuggen (Limoniidae). De soort komt voor in het Neotropisch gebied.